# Matinera gorjaclara
La matinera gorjaclara (Illadopsis rufipennis) és un ocell de la família dels pel·lorneids (Pellorneidae).

## Hàbitat i distribució
Habita els boscos de les terres baixes a Guinea, Sierra Leone, Libèria, Costa d'Ivori, Ghana, Nigèria, sud de Camerun, l'illa de Bioko, Guinea Equatorial, el Gabon, República del Congo, Cabinda, República Centreafricana, nord, nord-est, est i centre de la República Democràtica del Congo i Uganda.